# Ácido heneicosílico
El ácido heneicosílico, o ácido heneicosanoico, es el compuesto orgánico con la fórmula CH
3(CH
2)
19CO
2H. Es un ácido graso saturado de cadena lineal de 21 carbonos. Es un sólido incoloro.
Ha demostrado relevancia en la producción de espumas, pinturas y materiales viscosos relacionados. Una preparación de laboratorio implica la oxidación con permanganato de 1-docoseno (CH
3(CH
2)
19CH=CH
2 ).